# Arnau Roger de Pallars
Arnau Roger de Pallars   (1408 - 16 d'agost de 1461) va ser un eclesiàstic català, bisbe d'Urgell i tretzè copríncep d'Andorra ex officio entre 1436 i 1461.
Era fill de Hug Roger II i germà de Roger Bernat I. Va ser conseller d'Alfons el Magnànim a Itàlia, ambaixador a Roma (1455) i patriarca d'Alexandria (1457).